# Barbara Babcock
Barbara Babcock (Fort Riley, 27. veljače 1937. ) je američka glumica, najpoznatija po ulozi ljubavnice narednika Phila Esterhausa u TV-seriji Hill Street Blues, a za koju je nagrađena Emmyjem.

## Filmografija
| Godina | Film                                  | Uloga                 | Bilješka |
| ------ | ------------------------------------- | --------------------- | -------- |
| 1968.  | Day of the Evil Gun                   | Angie Warfield        |          |
| 1969.  | Heaven with a Gun                     | Mrs. Andrews          |          |
| 1971.  | Zadnje dijete                         | Shelley Drumm         |          |
| 1973.  | Bang the Drum Slowly                  | Team Owner            |          |
| 1974.  | Izabrani preživjeli                   | Dr. Lenore Chrisman   |          |
| 1977.  | Christmas Miracle in Caufield, U.S.A. | Rachel Sullivan       |          |
| 1978.  | Operacijska soba                      | Jean Lawrence         |          |
| 1979.  | Survival of Dana                      | Lorna Sims            |          |
| 1980.  | The Black Marble                      | Madeline Whitfield    |          |
| 1981.  | Back Roads                            | Rickey's Mom          |          |
| 1982.  | Uspomene nikada ne umiru              | Louise Lowry          |          |
| 1983.  | Quarterback Princess                  | Judy Maida            |          |
| 1983.  | The Lords of Discipline               | Abigail St. Croix     |          |
| 1984.  | Attack on Fear                        | Jane Dutton           |          |
| 1985.  | That Was Then... This Is Now          | Mrs. Douglas          |          |
| 1986.  | Vijesti u 11                          | Joanna Steckler       |          |
| 1989.  | Happy Together                        | Ruth Carpenter        |          |
| 1989.  | Heart of Dixie                        | Coralee Claibourne    |          |
| 1990.  | Obitelj za Joea                       | Gospođa Quinn Collins |          |
| 1992.  | Daleki horizonti                      | Nora Christie         |          |
| 1993.  | Opasnost u pustinji                   | Rhonda Devon          |          |
| 1996.  | Majčin instikt                        | Mrs. Mitchell         |          |
| 1997.  | Childhood Sweetheart?                 | Rose Carlson          |          |
| 1999.  | A Vow to Cherish                      | Ellen Brighton        |          |
| 1999.  | Dr. Quinn, žena vrač: Film            | Dorothy Jennings      |          |
| 2000.  | Svemirski kauboji                     | Barbara Corvin        |          |
| 2002   | Sam u kući 4                          | Molly                 |          |

## Vanjske poveznice
- Barbara Babcock u internetskoj bazi filmova IMDb-u (engl.)